# 프랑켄슈타인 대 바라곤
프랑켄슈타인 대 바라곤(Frankenstein Vs. Baragon)은 일본에서 제작된 혼다 이시로 감독의 1965년 공포, SF 영화이다. 타카시마 타다오 등이 주연으로 출연하였고 사무엘 Z. 아코프 등이 제작에 참여하였다.

## 출연

### 주연
- 타카시마 타다오
- 닉 애덤스

### 조연
- 쿠미 미즈노
- 츠키야 요시오
- 후루하타 코지
- 타자키 준
- 후지타 스스무
- 시무라 타카시
- 나카무라 노부오
- 사하라 켄지
- 타지마 요시후미
- 노무라 코조
- 카토 하루야
- 사와무라 이키오
- 코스기 요시오
- 사와이 케이코
- 타카하시 노리코
- 피터 만
- 야마모토 렌
- 사다 유타카
- 이토 히사야
- 타부 켄조
- 이시다 시게키
- 키리노 나다오
- 나카야마 유타카
- 오무라 센키치
- 오카베 타다시
- 후루타 토시히코
- 카와지 켄이치로
- 니타니 히데아키
- 오토모 신
- 히로세 쇼이치
- 나카지마 하루오
- 하마 미에
- 타카라다 아키라

## 제작진
- 원작자: 메리 쉘리
- 미술: 키타 타케오